# Ivica Tucak
Ivica Tucak (Sebenico, 8 febbraio 1970) è un ex pallanuotista e allenatore di pallanuoto croato, attualmente allenatore della nazionale croata, le cosiddette Barakude.

## Palmarès

### Allenatore

#### Club
- Lega Adriatica: 2

Jadran: 2010, 2011
- Campionato montenegrino: 2

Jadran: 2010, 2012
- Coppa del Montenegro: 1

Jadran: 2011-2012

#### Nazionale giovanile
- Oro ai campionati mondiali juniores: 1

Croazia: Sebenico 2009
- Bronzo ai campionati europei juniores: 1

Croazia: Belgrado 2008

## Onorificenze
- Ordine del Duca Branimir con collare: 2017

## Riconoscimenti
- Premio nazionale per lo sport "Franjo Bučar": 2017